# Ribes affine
Ribes affine là một loài thực vật có hoa trong họ Grossulariaceae. Loài này được Kunth miêu tả khoa học đầu tiên năm 1823.